# والت بودين
والت بودين (بالإنجليزية: Walt Bodine)‏ هو مقدم برامج إذاعية وصحفي أمريكي، ولد في 27 أغسطس 1920 في كانساس سيتي في الولايات المتحدة، وتوفي في 24 مارس 2013 في بريري فيليج في الولايات المتحدة.